# Любомирка (Одесская область)
Любоми́рка (укр. Любоми́рка) — село, относится к Подольскому району Одесской области Украины.
Население по переписи 2001 года составляло 1181 человек. Почтовый индекс — 66340. Телефонный код — 4862. Занимает площадь 2,13 км². Код КОАТУУ — 5122984601.

## История
В 1946 г. Указом ПВС УССР села Бирзула и Любомирка объединены в село Любомирка.

## Местный совет
66340, Одесская обл., Подольский р-н, с. Любомирка